# Pichi Pichi Pitch : La Mélodie des sirènes
Pichi Pichi Pitch : La Mélodie des sirènes (マーメイドメロディーぴちぴちピッチ, Māmeido merodī pichi pichi pitch) est un manga écrit par Michiko Yokote et dessiné par Pink Hanamori. Il est prépublié dans le magazine Nakayoshi de l'éditeur Kōdansha entre septembre 2003 et avril 2005 puis compilé en un total de sept volumes. La version française est publiée par Kurokawa, dans un premier temps sous le titre Mermaid Melody entre 2006 et 2007 puis sous le titre Pichi Pichi Pitch : La Mélodie des sirènes entre 2010 et 2011.
Le manga est adapté en un anime de deux saisons par les studios Actas et SynergySP, diffusé au Japon entre avril 2003 et décembre 2004. En France, la série est diffusée sur Canal J à partir du 30 août 2010 puis rediffusée sur Gulli entre le 4 juillet et le 28 août 2016.

## Résumé
Lucia Nanami est la jeune princesse sirène du royaume du Pacifique Nord. Cette dernière quitte son royaume pour rejoindre le monde des humains, à la surface. Là-bas elle aura une mission à accomplir : retrouver sa perle rose qu'elle avait autrefois confiée, quand elle était enfant, à un jeune garçon après l'avoir sauvé de la noyade à la suite du naufrage d'un bateau de croisière dans lequel il se trouvait, lui et ses parents.
Avec ses amies Hanon Hôshô (Princesse de l’Atlantique Sud) et Rina Tôin (Princesse de l'Atlantique Nord), elles combattent les démons marins qui veulent les capturer et leur voler leurs perles magiques.

### Saison 1
Lucia arrive dans le monde des humains avec Hippo son pingouin et son gardien, officiellement pour retrouver sa perle rose, mais officieusement, les sirènes de son royaume l'ont exilée pour la protéger car un démon des eaux appelé Gaïto attaque les palais des différents royaumes pour capturer les princesses et voler leurs perles. Lucia rencontre Hanon et Rina, deux autres princesses qui ont fui leur royaume respectif à la suite d'une attaque de Gaïto et ses sbires. Elle retrouve vite sa perle qui est en possession de Kaïto Dômoto, le plus beau garçon de sa classe dont elle est amoureuse mais celui-ci est obsédé par la sirène qui l'a sauvé sept ans auparavant, et il ne rêve que de la retrouver pour lui avouer son amour. Lucie aimerait lui dire qu'elle est cette sirène. Si elle le lui avouait, elle disparaîtrait immédiatement, et sera transformée en bulles. Elle se contente donc de devenir son amie en tant qu'humaine, mais elle a du mal à cacher son secret et ses sentiments, d'autant plus que Gaïto et les « Dark Lovers » (Démons marins) ne cessent de les attaquer, elle et ses amies.
Après son anniversaire où elle a rencontré l'esprit de la déesse des mers Aqua Régina, Lucia prend conscience de sa véritable mission : retrouver toutes les princesses sirènes (les sirènes des 7 mers) et leurs perles avant Gaïto, afin de ressusciter la déesse et pour que le royaume marin ne tombe pas entre de mauvaises mains. Dès lors, elle, Hanon et Rina n'auront de cesse de rechercher les quatre autres princesses en combattant les ennemis grâce à leurs chants. Sara, la princesse sirène de l'océan Indien, a cru que Taro Mitsuki (professeur de musique de Lucia, Hanon et Rina, et grand musicien), son grand amour, l'avait abandonnée. Rongée par la haine envers les humains et un désir de vengeance, elle décide de rejoindre les rangs de Gaïto. Néanmoins lorsqu'il est vaincu, elle choisit de mourir avec lui dans l'effondrement de son château et d'abandonner son rôle de princesse sirène plutôt que de retourner dans son royaume et demande à Lucia de garder sa perle afin de trouver une héritière.

### Saison 2
Kaïto a enfin découvert la vérité à propos de Lucia, Rina et Hanon. En effet, les personnes qu'il a côtoyées toute une année étaient des sirènes. Lucia et les autres princesses ont enfin mis fin à la lutte contre Gaïto et ses sombres projets. Une nouvelle princesse à la perle orange, Seira, fait alors son apparition dans les rêves de Lucia. Elle n'est pas encore née mais Lucia reçoit la mission d'aider Seira à naître par le fantôme de Sara, de la guider et de lui apprendre les choses de la vie. Mais un nouvel ennemi fait son apparition : Michel qui est immunisé contre les chansons des sirènes. Il annule le sort jeté par Gaïto sur les « Black Beauty Sisters » (Beautés Ténébreuses) et leur propose de se rallier à sa cause et fait également appel à ses sbires : Lady Bat, Lanhua et Arara, sans oublier son conseiller diabolique Fuku. Il veut que les sirènes le rejoignent dans sa lutte contre les espèces inférieures, les humains que les sirènes veulent par ailleurs protéger.
Une grande épreuve attend Lucia. Alors que Kaïto est parti à Hawaï pour faire du surf et en savoir plus sur ses parents biologiques, ce dernier est porté disparu en mer. Lorsqu'il revient dans leur ville, il a perdu la mémoire et oublié les moments qu'il a passés avec Lucia (et Hanon et Rina). Ce dernier s'est également attaché à une jeune fille malade et très fragile  prénommée Mikaru dont le frère est un chef d'orchestre connu, Lichto Amagi. C'est alors le cœur déchiré qu'elle voit Kaïto qui a absolument tout oublié à propos d'elle et de son secret. De son côté, Hanon a dit adieu à Taro Mitsuki qui est parti en Allemagne pour suivre des études de musique, elle s'est rapprochée de Nagisa, un garçon de deux ans de moins qu'elle. Quant à Rina, il semblerait qu'elle ait enfin trouvé l'amour en la personne de Masahiro Hamasaki, un jeune étudiant qui fait de la moto et de la boxe.

## Personnages

### Personnages principaux
Lucia Nanami (七海 るちあ, Nanami Ruchia, Lucie Nanami en vf)
Voix japonaise : Asumi Nakada (en), voix française : Esther Aflalo (voix), Nathalie Delattre (chant)
Lucia est la princesse sirène de l'Océan Pacifique Nord, gardienne de la perle rose. Elle vit avec Nikora et Madame Taki à l'Hôtel Perle sur la côte japonaise. Elle est venue sur terre à la recherche de sa perle qu'elle avait offerte sept ans plus tôt à un jeune garçon qu'elle avait sauvé de la noyade, Kaïto. Elle se rend compte bien vite qu'elle est amoureuse de lui, jeune surfeur talentueux qui ne rêve que de retrouver la sirène qui lui avait sauvé la vie. Mais Lucia ne peut lui avouer qu'elle est cette sirène car elle disparaîtrait immédiatement en bulles (en « écumes » dans le manga). Elle se contente d'essayer de lui faire comprendre car s'il le devine tout seul, elle ne risque rien. C'est pourquoi lorsqu'elle est sous sa forme de sirène elle lui demande de la chercher. Grâce à sa perle rose, Lucia peut se transformer et chanter pour combattre les « Dark Lovers » qui veulent capturer les sept sirènes car une fois réunies, les sept perles feront apparaître la déesse Aqua, la reine des océans qui seule pourra ramener l'ordre dans le monde marin. La mission de Lucia est de repousser les ennemis et de réunir les sept sirènes pour pouvoir être la première à invoquer la déesse Aqua. Lorsque Lucia arrive sur terre, elle est très maladroite dans tous les sens du terme. Au fur et à mesure de la série elle prend plus d'assurance et s'habitue à la vie humaine. Elle est très amoureuse de Kaïto, elle ne supporte pas qu'une autre fille s'approche trop près de lui et elle a tendance à beaucoup fourrer son nez dans ses affaires, ce qui lui amène plus d'un ennui. Mais sa bonté, sa gentillesse et son grand cœur viennent à bout de toutes les difficultés. Les meilleures amies de Lucia sont Hanon et Rina. Dans le Manga Pichi Pichi Pitch Aqua elle aura une fille du nom de Lukia Nanami
Hanon Hôshô (宝生 波音, Hōshō Hanon)
Voix japonaise : Hitomi Terakado, voix française : Mélanie Dermont (voix et chant)
Hanon est la princesse sirène de l'Océan Atlantique Sud, gardienne de la perle bleue (aigue-marine (水色, mizu-iro)). Lucia et elle se rencontrent le premier jour d'école dans leur nouvelle classe. Elle décide plus tard de s'installer à l'hôtel Perle avec Nikora, Madame Taki et Lucia. Elle est arrivée sur terre à la suite de la destruction de son palais par Gaïto et ses sbires. Elle devient très amie avec Lucia dès le premier épisode, lorsqu'elle l'emmène faire du shopping afin de séduire Kaïto. Elle ne révèle pas à Lucia sa nature de sirène immédiatement, elle attend d'être sûre qu'elle en est une aussi. Autant Lucia est vive, joyeuse et agit selon son l'instinct, Hanon est quant à elle plus réfléchie et posée. Ses centres d’intérêt sont ceux de toutes humaines de son âge, c'est-à-dire la mode et les garçons. Hanon est amoureuse de son professeur de musique M. Mitsuki, qu'elle s'acharne à appeler par son prénom Taro, ce qui au Japon ne se fait que si l'on est très proche d'une personne. Bien que M. Mitsuki ne ressente rien pour elle si ce n'est l'attention et la bienveillance d'un professeur envers son élève, Hanon n'en démords pas et cherche à se faire remarquer par tous les moyens. Son optimisme à toute épreuve et sa gaité sont ses atouts majeurs qui en font un personnage très attachant et sympathique. Dans la saison 2, Hanon se retrouve séparée du professeur Mitsuki, car celui-ci s'est envolé pour travailler en Allemagne. Mais elle fait la connaissance de Nagisa, un jeune garçon de son école avec qui elle devient rapidement proche et amoureuse, même si elle refuse de se l'avouer. Ses meilleures amies sont Lucia et Rina.
Rina Toin (洞院 リナ, Tōin Rina)
Voix japonaise : Mayumi Asano, voix française : Célia Torrens (voix), Jennifer Baré (chant)
Rina est la princesse sirène de l'Océan Atlantique Nord, gardienne de la perle verte. Bien qu'étant dans la même classe qu'Hanon et Lucia, elle est beaucoup plus mature et doit souvent rappeler à l'ordre ses amies quand elles ne se montrent pas responsables. Elle est également douée pour flairer les dangers et les pièges des démons marins, car elle est très réfléchie. Elle a aussi un style beaucoup plus masculin que les deux autres, ce qui ne la rend pas moins attirante aux yeux de sa classe qui la qualifie de "top model" et des garçons qui l'abordent assez souvent. Elle vit seule dans un appartement ce qui montre une fois de plus sa grande indépendance. À sa première apparition, elle est assez antipathique, elle harcèle Kaïto, en étant persuadée qu'il ne fait qu'une seule et même personne avec Gaïto, tant la ressemblance est frappante entre eux deux individus. Elle commence par se montrer distante avec Lucia et Hanon. Ce n'est que dans l'épisode suivant qu'elle comprend qu'elle a une bonne raison de s'en faire des alliées et même des amies, en réalisant combien elles ont besoin de se serrer les coudes afin de venir à bout de Gaïto. Malgré son tempérament solitaire, elle est toujours prête à aider ceux qu'elle aime, mais elle n'est pas totalement de glace face aux beaux garçons et notamment face à Kaïto mais elle le cache par respect pour Lucia. Le plus grand défaut de Rina est celui de vivre tout le temps dans le passé et en particulier au moment de la destruction de son palais et du sacrifice de Noëlle pour la sauver alors que Gaïto était sur le point de les capturer toutes les deux, ce qui lui sera reproché injustement par Karen. Elle est l'archétype de la très bonne amie, toujours à l'écoute et prête à rendre service. Dans la saison 2, Rina change beaucoup, elle devient plus gaie puisqu'elle a enfin libéré Noëlle des griffes de Gaïto, et elle trouve enfin l'amour en la personne de Masahiro Hamasaki qu'elle aime d'un amour sincère mais dont elle tente de se séparer à plusieurs reprises par peur de souffrir encore plus à la date de leur séparation, le jour où il faudra qu'elle retourne dans l'océan, sans réussir car elle l'aime plus que tout. Comme d'habitude, elle cache ses sentiments et refuse de se l'avouer. Ses meilleures amies sont Noëlle, Lucia et Hanon.

### Personnages secondaires
Kaïto Dômoto (堂本 海斗, Dōmoto Kaito)
Voix japonaise : Daisuke Kishio, voix française : Emmanuel Dekoninck
Kaïto est le jeune fils d'un célèbre pianiste, qui a péri avec sa femme dans un naufrage. Kaïto a été sauvé par une sirène, qui n'est autre que Lucia, et qu'il n'a de cesse de rechercher. C’est un grand champion de surf, ce qui lui vaut de nombreuses admiratrices, ce qui n'est pas trop du gout de Lucia. Mais qu'elle ne s'inquiète pas, le cœur de Kaïto lui est tout dévoué sous sa forme de sirène. Mais il ne sait pas qu'elle et la sirène forment une seule et même personne. Kaïto est l’archétype même du héros de Shōjo : populaire, sportif, beau garçon et accessoirement aimé du personnage principal. Mais l'histoire serait trop simple s'il était un humain normal. Il se trouve qu'il a un frère jumeau diabolique nommé Gaïto, qui contrairement à son jeune frère vit dans les fonds marins. Kaïto a un don : il peut comprendre les sentiments des animaux marins (en particulier Momo-chan). On apprend qu’il a été en réalité adopté et que ses parents biologiques appartenaient au clan des Pantharassas. Ses parents adoptifs l'ont trouvé bébé sur la plage après avoir été déposé par la déesse Aqua.
Hippo (ヒッポ, Hippo)
Voix japonaise : Miyako Ito (en), voix française : Stéphane Flamand
Hippo est un pingouin, animal de compagnie et gardien de Lucia. Il arrive avec elle sur terre pour l'aider à chercher sa perle et reste tout le temps auprès d'elle en la surveillant et en la conseillant mais jamais Lucia ne l'écoute et bien souvent elle le rend même complice de ses bêtises. C'est à lui qu'arrivent toutes les situations burlesques. Avec son radar à perles, il est chargé de retrouver la perle rose de Lucia, et plus tard de localiser les autres princesses. Hippo peut se transformer en humain aux grands pouvoirs grâce à la clef des abysses, ce qui lui permet notamment de libérer Noëlle et Coco des griffes de Gaïto. Humain, Il a l'apparence d'un petit garçon blond aux yeux verts dont Yuri va tomber amoureuse. Il est en vérité l'Hippocampe Divin, le gardien de la clef des abysses.
Nikora Nanami (七海 にこら, Nanami Nikora)
Voix japonaise : Eri Saito, voix française : Marcha Van Boven
Nikora Nanami est une sirène de l'océan Pacifique Nord, elle accompagne Lucia sur terre et se fait passer pour sa grande sœur dans le monde des humains, elle est amoureuse de monsieur Maki.
Madame Taki (タキさん, Taki-san)
Voix japonaise : Kumi Yamakado
Madame Taki est la propriétaire de l'Hôtel Perle où elle vit avec Lucia, Hanon, Nikora et Hippo. Elle est également une diseuse de bonne aventure, mais ses prédictions sont la plupart du temps fausses. Elle apparait peu dans la série et ne sert pas à grand-chose si ce n'est faire perdre des poils à Hippo en les lui arrachant. L'épisode 20 lui est entièrement consacré et nous apprend quelques petites choses sur sa vie. Personnage peu important, et vieille femme cocasse elle apporte une touche d'humour en plus d'Hippo dans la série. Lorsqu'elle est dans l'eau ou attaquée, elle se transforme en huitre géante.
Taro Mitsuki (海月 太郎, Mitsuki Tarō)
Voix japonaise : Daisuke Kirii, voix française : Yvan Reekmans
Taro Mitsuki est un pianiste renommé et professeur de musique de l'école où se trouve Lucia, Hanon et Rina. Il est amoureux de Sara, mais il a dû quitter l'Inde pour rentrer chez lui ce qui plongera par la suite Sara dans une détresse terrible. Après la mort de Sara, il poursuit ses études musicales en Allemagne.

#### Monde marin
Karen (かれん, Karen)
Voix japonaise : Ema Kogure, voix française : Marie-Line Landerwijn (voix et chant)
Karen est la princesse sirène de l'Océan Antarctique, gardienne de la perle violette. Sœur jumelle est Noëlle, elle ne peut pardonner à Rina la capture de la princesse à la perle indigo. C'est pourquoi elle reste la plupart du temps à l'écart des trois autres et ne se joint à elles que pour combattre. Petit à petit elle comprend que Rina n'est pas responsable de la capture de Noëlle, et qu'elle veut aussi la sauver. Du coup Karen se rapprochera des autres, et les secondera de son mieux. Dans la saison 2, Karen revient avec Noëlle et Coco pour les vacances d'été et pendant quelques autres épisodes et sa personnalité est tout à fait différente de celle qu'on connaissait dans la première saison. C'est un vrai clown qui fait les 400 coups avec ses deux amies, elle tente de séduire Masahiro pour éprouver son amour pour Rina, elle tente de rendre Hanon jalouse, pour qu'elle avoue son amour pour Nagisa. Mais le cœur de Karen semble pris par Subaru.
Noëlle (ノエル, Noeru)
Voix japonaise : Ryoko Nagata (en), voix française : Claire Tefnin (voix saison 2), Nancy Philippot (chant)
Noëlle est la princesse sirène de l'Océan Arctique, gardienne de la perle indigo. Meilleure amie de Rina, elle est considérée comme la sœur jumelle de Karen (qui l'appelle Onee-Chan en vo). Les sirènes du royaume de Noëlle sont les sirènes indigo. Noëlle a un caractère très altruiste, c'est-à-dire à vouloir aider les autres ou les sauver au risque de se mettre elle-même en danger. C'est pourquoi elle s'est sacrifiée à la place de Rina lorsqu'elles ont été attaquées par Gaïto et un démon marin nommée Yuri, pour lui permettre de se sauver et aller trouver les autres sirènes. Elle et Coco sont retenues prisonnières dans le château de Gaïto. Dans la saison 2, Noëlle revient avec les autres et comme Karen et Coco, on la découvre complètement différente du bref aperçu qu'on avait eu dans la première saison, farceuse, rigolote mais aussi très cultivée, elle passe son temps libre à la bibliothèque pour se documenter.
Coco (ココ, Koko)
Voix japonaise : Satomi Arai, voix française : Jennifer Baré (voix et chant)
Coco est la princesse sirène de l'Océan Pacifique Sud, gardienne de la perle jaune. Elle a été capturée par Gaïto et se retrouve enfermée dans son palais. Amie d'enfance de Sara, elle est aussi la seule qui soit capable de la comprendre et de la raisonner au nom de leur amitié. Elle se reproche le malheur de Sara et son revirement du côté de Gaïto. C'est elle qui réussit à lui faire changer d'avis et à la convaincre de combattre Gaïto avec les autres sirènes. Elle connaît toute l'histoire de Sara et c'est elle qui explique à Lucia et aux autres pourquoi elle a tant souffert. Dans la saison 2, Coco est un personnage plus présent et plus important. Elle est présente notamment dans les épisodes des vacances d'été avec Lucia et les autres et elle forme avec Noëlle et Karen, le « trio infernal » qui multiplie les bêtises et nous fait bien rire. On découvre ainsi une nouvelle facette du caractère de Coco qui apparaît comme un personnage bien sympathique.
Aqua Régina (アクア・レジーナ様, Akua Rejīna-sama, Reine Aqua en vf)
Voix japonaise : Kumi Yamakado, voix française : Marielle Ostrowski
Aqua Régina est la déesse des océans qui a une fois utilisé toute sa force vitale pour sceller le peuple Pantharassa au fond de la mer. Elle n'apparaît donc plus que sous la forme d'un fantôme et seule la personne qui possédera les sept perles aura le pouvoir de la ressusciter et donc d'acquérir son immense pouvoir afin de régner sur les sept mers et sur le monde entier. C'est pour cette raison que Gaïto cherche à capturer les perles des princesses sirènes et que Lucia a la tâche de toutes les réunir avant lui. Aqua Régina aide les sirènes dans leur quête en les sauvant à plusieurs reprises et en augmentant leur pouvoir avec de nouveaux chants qui les sortiront plus d'une fois d'un mauvais pas. Dans le tome 7 du manga, Lucia prend sa place et devient la nouvelle Déesse des océans.
Seira (星羅, Seira)
Voix japonaise : Eri Kitamura, voix française : Nancy Philippot (voix et chant)
Seira est la princesse sirène de l'Ocean Indien, nouvelle gardienne de la perle orange succédant à Sara. Au moment où elle rencontre Lucia elle n'est pas encore née à proprement parler. En effet, le jour où Lucia s'est rendue dans le palais de l'Océan Indien pour l'avènement de Seira, elle a été attaquée par les "Black Beauty Sisters" (Beautés Ténébreuses), et la jeune sirène qui était sur le point de naître a été absorbée par Michel et reste prisonnière à l'intérieur de lui pendant toute la saison 2. Afin de la faire renaître pour de bon, Lucia et les autres doivent récupérer des fragments de son âme qui sont semblables à des orbes orange qui brillent dans les ailes de Michel et qu'il laisse tomber après avoir affronté les princesses sirènes. D'enfant jeune et fragile qui ne connaît pas encore l'amour, Seira va devenir un être plein de compassion et de sentiments, qu'elle ne connaissait pas avant, mais au fur et à mesure que des morceaux seront réintégrés à la perle orange que Lucia garde précieusement, elle va évoluer et devenir un personnage important qui apparaît toujours pour consoler et redonner courage aux princesses sirènes, elle va apprendre à sourire et va se montrer pleine de tendresse et d'affection envers ses amies.

#### Monde des humains
Les personnages suivants apparaissent dans la saison 2 de l'anime
Mikaru Amagi (天城みかる, Amagi Mikaru)
Voix japonaise : Ryoko Shintani (en), voix française : Audrey D'Hulstère (voix et chant)
Mikaru Amagi est une jeune fille à la santé fragile qui recueillera Kaïto après sa perte de mémoire à Hawaï. Elle s'attachera très fortement à lui puis elle en tombera amoureuse. En vérité, elle est l'humanité de Michel qui se nourrit de ses sentiments négatifs comme la jalousie, la tristesse ou la haine. Elle est jalouse de Lucia car elle a compris que la place de Kaïto avant de perdre la mémoire était auprès d'elle et s'il retrouvait la mémoire, elle risquerait de perdre le seul garçon qu'elle a aimé pendant toute sa vie. Quand sa pire crainte fut arrivée, elle s'abandonne entièrement à Michel et son corps est absorbé par ce dernier. Finalement l'amour de son frère et l'amitié de Kaïto la laisse mourir en paix et renaître aussitôt en petit bébé.
Rihito Amagi (天城リヒト, Amagi Rihito)
Voix japonaise : Takahiro Mizushima (en), voix française : Philippe Allard
Rihito Amagi est un chef d'orchestre, il rencontre Lucia à l'aéroport où elle disait au revoir à Kaïto quand celui-ci part à Hawaï, il est le grand-frère de Mikaru et également un descendant des Pantharassas.
Masahiro Hamasaki (浜崎雅弘, Hamasaki Masahiro)
Voix japonaise : Kiyotaka Furushima, voix française : Pierre Lognay
Masahiro Hamasaki devient le petit ami de Rina au cours de la saison 2. Il fait partie d'une école pour surdoués. Fils d'un très riche patron d'usine, il a une passion pour la boxe et le motocross. Il aime Rina d'un amour infini et serait prêt à tout pour elle.
Nagisa Shirai (白井 渚, Shirai Nagisa)
Voix japonaise : Chihiro Kusaka (en), voix française : Émilie Guillaume
Nagisa Shirai est en première année. Il tombe amoureux d'Hanon et devient son petit ami à la fin de la série.

### Personnages récurrents
Servante de Sara (Bāya)
Momo (ももちゃん, Momo-chan)
Voix japonaise : Naomi Wakabayashi
Meru (芽流, Meru)
Voix japonaise : Ema Kogure, voix française : Béatrice Wegnez
M.Maki (真木, Maki)
Voix japonaise : Keijin Okuda (en)

### Antagonistes

#### Antagonistes de la Marine
Gaïto (ガイト, Gaito) / Gackto (楽斗/ガクト, Gakuto)
Voix japonaise : Daisuke Kishio, voix française : Karim Barras
Gaïto est le principal antagoniste de la saison 1. Il est le chef des démons marins. Ses deux principaux objectifs sont de retrouver son frère jumeau, Kaïto, et de capturer les sept perles des princesses sirènes. Il a besoin de Kaïto car il pense qu'une fois étant réunis, leurs pouvoirs combinés seraient assez forts pour vaincre les princesses sirènes. Il a également besoin des sept princesses sirènes dans le but de ressusciter Aqua Régina, qu'il comptait ensuite utiliser pour conquérir le monde.
Les Dark Lovers (ダーク・ラバーズ, Dāku Rabāzu)
Composé de Izul, Eril, Yuri et Maria. Ce sont les ennemis des sirènes et vont tout faire pour les capturer et les emprisonner toutes les sept. Tous les démons ont une certaine admiration pour leur maître Gaïto et vont même jusqu'à essayer de le charmer.
Izul (イズール, Izūru, Izeur en vf)
Voix japonaise : Sayori Ishizuka (en), voix française : Valerie Muzzi
Eril (エリル, Eriru)
Voix japonaise : Yuki Matsuoka, voix française : Delphine Moriau
Maria (マリア, Maria)
Voix japonaise : Sanae Kobayashi, voix française : Dominique Wagner
Yuri (ユーリ, Yūri)
Voix japonaise : Chieko Honda, voix française : Élisabeth Guinand
Black Beauty Sisters (ブラック・ビューティー・シスターズ, Burakku Byūtī Shisutāzu, Les Beautés Ténébreuses en vf)
Sheshe (シスターシェシェ, Shisutā Sheshe)
Voix japonaise : Miki Tsuchiya, voix française: Nathalie Stas
Mimi (シスターミミ, Shisutā Mimi)
Voix japonaise : Noriko Shitaya (en), voix française : Géraldine Frippiat
Les Beautés Ténébreuses sont les premiers démons chantants qu'affrontent les princesses sirènes. L'aînée s'appelle Sheshe et la cadette Mimi. Elles ont l'apparence de deux diablesses avec des branchies et au bout de leur queue elles possèdent un micro. Après avoir été au service de Gaïto, elles se sont mises au service de Michel. À chaque fois cela leur occasionnera des ennuis.
Sara (沙羅, Sara)
Voix japonaise : Kana Ueda, voix française : Nour Rijély (voix), Claude Lombard (chant)
Sara est la princesse sirène de l'Océan Indien, gardienne de la perle orange. C'est un personnage bien mystérieux qui fait partie des alliés de Gaïto. Elle apparaît vêtue de blanc avec un voile sur la tête, on ne découvre pas son identité avant l'épisode 35. On apprend que Sara est la sirène que Taro Mitsuki a rencontrée lors de son voyage en Inde. Ils se sont aimés et ont vécu une belle histoire jusqu'au jour où Taro est rentré chez lui sans explications. La douleur et le sentiment de trahison ont transformé l'amour de Sara en haine et a trouvé refuge auprès de Gaïto, au fond de l'océan. Sara s'avèrera être la responsable des troubles dans le royaume des sirènes et de la destruction des palais des autres sirènes, car on apprend par ailleurs que c'est elle qui a brisé le sceau érigé par la déesse Aqua qui retenait enfermés les démons marins. Malgré le mal que Taro a pu lui faire, Sara lui reste très attachée, partagée entre l'amour et la haine. Elle le capture pour faire de lui son esclave mental et le contraint à jouer éternellement du piano pour elle, comme au temps de leur amour ou il jouait pour elle au clair de lune. C'est Hanon qui lui fera réaliser son égoïsme et sa cruauté, en se sacrifiant par amour pour Taro bien que celui-ci ne lui rend pas cet amour. Alors que le château de Gaïto est en train de s'abîmer au fond de l'océan, Sara décide de rester avec Gaïto pour affronter la mort avec lui. Sara réapparaît en tant que fantôme dans la saison 2 pour guider les autres sirènes.

#### Antagonistes ailés
Mikel (ミケル, Mikeru, Michel en vf)
Voix japonaise : Junko Minagawa, voix française : Laurence César (voix), Stéphanie Vondenhoff (chant)
Michel est le principal antagoniste de la saison 2. C'est un personnage androgyne qui cherche à purifier le monde des humains car il les considère comme les pires créatures existantes. Seulement il se heurte aux sirènes qui les protègent et il ne le comprend pas. C'est un ennemi très puissant puisqu'il est immunisé contre les chants des sirènes. Mais la force de Michel n'est qu'apparente car à chacune de ses apparitions sur terre, il perd de sa puissance et a alors besoin d'absorber de l'énergie vitale chez quelqu'un d'autre. Ses premières victimes seront Kaïto, qui a perdu la mémoire et a été très affaibli, Seira qui a été absorbée, et beaucoup d'autres. À chaque fois que Michel a été battu et encore plus affaibli, Kaïto retrouve un peu de sa mémoire et Seira un peu de ses forces. Mais la principale victime de Michel est Mikaru qui la nourri par sa douleur et sa frustration. Il s'est créé des alliées pour l'aider dans la purification du monde, et elle a ressuscité les Beautés Ténébreuses en les rendant encore plus puissantes. Mais toute cette bande, Michel y compris est complètement manipulée par Fuku et la mystérieuse voix des flammes.
Fuku (フクちゃん, Fuku-chan)
Voix japonaise : Sanae Kobayashi, voix française : Ioanna Gkizas
Fuku est, en apparence le conseiller de Michel. Ce dernier semble dévoué envers son maître, mais on apprend finalement qu'il sert les intérêts d'un étrange personnage entouré de flammes.
The Great One (あの方, Ano kata, him/that gentleman)
Voix japonaise : Hajime Iijima (en)
Lady Bat (レディバット, Redī-Batto)
Voix japonaise : Sanae Kobayashi
Lady Bat est le premier démon créé par Mikel. Apparaissant pour la première fois dans l'épisode 9 de la saison 2, Lady Bat se définit comme « Les ailes de l'amour et du plaisir ». Contrairement à ce que suggère son apparence et son nom, Lady Bat est en fait un homme adepte du cross dressing. Il est également capable de contrôler les chauves-souris. Il possède aussi des pouvoirs de téléportation, de lévitation et de télékinésie.
Lanhua (蘭花, Ranfa)
Voix japonaise : Megumi Kojima, voix française : Fanny Roy (voix et chant)
Lanhua est le serviteur en forme de papillon de Mikel. Elle peut se transformer en des dizaines de versions chibi d'elle-même. Enfin Arara est un démon à l'apparence d'une fée. Ses chants envoutent les hommes, tandis qu'elles rendent les femmes malades. Elle est d'un caractère très optimiste et jovial. Elle a les yeux roses et les cheveux verts.
Arara (あらら, Arara)
Voix japonaise : Masayo Kurata (en), voix française : Maia Baran (voix et chant)

## Manga
Pichi Pichi Pitch : La Mélodie des sirènes est scénarisé par Michiko Yokote et dessiné par Pink Hanamori. La série débute sa prépublication dans le numéro de septembre 2002 du Nakayoshi et se termine après 32 chapitres dans le numéro d'avril 2005 sorti en mars 2005[réf. souhaitée]. La série est publiée par l'éditeur Kōdansha en un total de sept tankōbon sortis entre le 20 mars 2003 et le 30 avril 2005.
La version anglaise est publiée aux États-Unis par Del Rey Manga sous le titre Pichi Pichi Pitch: Mermaid Melody avec sept volumes sortis entre le 25 avril 2006 et le 30 octobre 2007. La version française est éditée par Kurokawa sous le titre Pichi Pichi Pitch - Mermaid Melody en sept volumes sortis entre le 13 juillet 2006 et le 10 mai 2007. À l'occasion de la sortie de la série animée, Kurokawa publie une nouvelle édition sous le titre Pichi Pichi Pitch - La Mélodie des sirènes avec sept volumes sortis entre le 10 novembre 2010 et le 13 octobre 2011.
Depuis le 3 août 2021 est prépubliée dans le magazine Nakayoshi Pichi Pichi Pitch Aqua, suite du manga original écrite et illustrée par Pink Hanamori. Elle met en avant Lukia Nanami, la fille de Lucia et Kaito. Le premier tome est sorti au Japon le 13 janvier 2022, en même temps que les deux premiers tomes de la réédition du manga original.

## Anime

### Liste des épisodes

#### Saison 1
| No | Titre français                    | Titre japonais                         | Titre japonais          | Date de 1re diffusion |
| No | Titre français                    | Kanji                                  | Rōmaji                  | Date de 1re diffusion |
| --- | --------------------------------- | -------------------------------------- | ----------------------- | --------------------- |
| 1 | Les larmes de la perle            | 真珠の涙                               | Shinju no Namida        | 5 avril 2003          |
| Lucia quitte le monde aquatique pour aller dans le monde des humains afin de retrouver sa perle qu'elle avait donnée à un jeune garçon qu'elle avait sauvé de la noyade. Sans sa perle, Lucia ne peut devenir adulte. Arrivée dans le monde des humains, elle croise Kaïto, un jeune surfeur ; au premier regard elle croit que c'est le jeune humain qu'elle avait sauvé 7 ans auparavant, après réflexion elle se dit que ce n'est pas le jeune homme qu'elle avait sauvé car Kaïto est un vrai pervers. Ensuite, Lucia se retrouve dans la même classe que lui et fait la connaissance de Hanon qui lui propose de lui donner un coup de main pour apprendre à draguer les garçons. Le jour de la compétition de surf, c'était au tour de Kaïto. Tout allait bien jusqu'à ce qu'une vague l'emporte. Ne voyant pas Kaïto remonter, Lucia a plonge pour le chercher, et s'aperçoit que c'était lui qui possédait la perle rose, il l'arracha de son cou et l'envoya sur Lucia qui se transforma et chanta une chanson pour faire disparaître Izul. Ensuite, on découvrira que Hanon est la princesse de Atlantique Sud à la perle bleue outremer. |                                   |                                        |                         |                       |
| 2 | Sentiments inavouables            | 言えない心                             | Ienai Kokoro            | 12 avril 2003         |
| Hanon n'apprécie pas la relation de Kaïto et Lucia . Kaïto invite Lucia à la fête du printemps mais Hanon et Hippo refusent qu'elle y aille. Lucia part quand même à la fête et Hanon la suit et se fait bousculer par un garçon dont elle tombe amoureuse. Ensuite, il lui offre un poisson qu'elle remet à la mer, puis elle plonge dans la mer et se transforme en sirène. Elle se fait attraper par Erill qui cherchait Lucia , Lucia essaye de la neutraliser avec sa chanson, mais elle en est incapable. Pour l'aider, Hanon se transforme et elle découvre son apparence. Elle et Lucia ne sont pas trop de deux pour neutraliser Erill. Et enfin, Kaïto a failli avouer à Lucia (sous sa forme de sirène) qu'il l'aime depuis le premier regard. |                                   |                                        |                         |                       |
| 3 | Sentiments contradictoires        | ゆれる想い                             | Yureru Omoi             | 19 avril 2003         |
| Hanon emménage a « l'hôtel Perle » avec Lucia . Hanon est tombé amoureuse d'un garçon au festival du printemps et il se trouve que c'est le nouveau professeur de musique, Taro Mitsuki. Une nouvelle fille (Rina) vient d'arriver dans la classe de Lucia, elle pense que Kaïto est Gaïto et le harcèle. Pendant ce temps, l'une des idoles de Lucia (Jennifer Houston) est logée à l'hôtel avec une identité secrète, mais Jennifer a un secret, elle pense que l'homme qu'elle aime (Richard) a déjà une petite copine. Jennifer porte autour du cou une perle verte et les ennemis pensent que Jennifer est la sirène à la perle verte. Lucia obligera Jennifer à aller parler à Richard mais avant que Jennifer et Richard s'expliquent, Yzeur et Erill les attaquent pour la perle, mais Lucia et Hanon sont allées les sauver. Rina découvre la véritable identité de Lucia et Hanon. |                                   |                                        |                         |                       |
| 4 | La princesse solitaire            | 孤独な王女（プリンセス）               | Kodoku na Purinsesu     | 26 avril 2003         |
| Rina attendait Kaïto dans la rue de chez lui pour lui dire qu'elle savait que c'était un démon. Lucia , elle, était juste devant la porte car elle voulait savoir s'il sortait avec Rina mais elle ne réussit pas et elle arrive à se faire inviter chez lui pour lui recoudre le bouton de sa chemise. Un moment, elle se pique le doigt. Kaïto prend le doigt de Lucia et le met dans sa bouche, et un moment elle appuie sur un bouton et cela met la musique jouée au piano par le père de Kaïto (les parents de Kaïto étaient des musiciens très célèbres, ils sont morts d'un naufrage). Lucia invite Kaïto au concert que donne Mr. Mitsuki qui joue (au piano) un morceau de chanson du père de Kaïto. Un nouveau diable aquatique, Yuri, qui s'est affiché au concert de Mr. Mitsuki, utilise sa musique pour hypnotiser le public. Rina est attaquée par les personnes hypnotisées et Kaïto la protège et elle se rend compte que Kaïto n'est pas Gaïto. En attendant, Lucia et Hanon se transforment en chanteuses et découvrent que Rina et la Princesse sirène à la perle verte car elle se transforme, elle aussi, en chanteuse.      |                                   |                                        |                         |                       |
| 5 | Un baiser glacé                   | 冷たいキス                             | Tsumetai Kisu           | 3 mai 2003            |
| 6 | Les bougies de l'amour            | 愛の灯火                               | Ai no Tomoshibi         | 10 mai 2003           |
| 7 | Une sirène jalouse                | 人魚（マーメイド）の嫉妬（ジェラシー） | Māmeido no Jerashī      | 17 mai 2003           |
| 8 | Le championnat de surf            | 凍った気持                             | Kōtta Kimochi           | 24 mai 2003           |
| 9 | La mélodie volée                  | 盗まれた曲（メロディー）               | Nushumareta Merodī      | 31 mai 2003           |
| Depuis quelque temps, le professeur Mitsuki n'assure plus ses cours afin d'écrire une partition de musique. Mais il se la fait voler par un démon marin et n'arrive plus à s'en souvenir. Lors d'un voyage en Inde, il avait aperçu une sirène dans l'océan Indien et avait écrit cette musique en l'honneur de la sirène. Hanon jure alors de tout tenter pour retrouver la partition. Avec Lucia et Rina, elles retrouvent la coupable, mais avant de s'enfuir, le démon détruit la partition. Désespérée de n'avoir pas pu tenir sa promesse, Hanon va se rendre chez le professeur Mitsuki sous sa forme de sirène et chanter pour lui. La mélodie de Hanon redonne de l'inspiration au professeur qui recommence son travail. |                                   |                                        |                         |                       |
| 10 | Les traces du passé               | 過去の面影                             | Kako no Omokage         | 7 juin 2003           |
| 11 | L'anneau magique                  | 願いの指輪                             | Negai no Yubiwa         | 14 juin 2003          |
| 12 | Cœurs entrelacés                  | すれ違う心                             | Surechigau Kokoro       | 21 juin 2003          |
| 13 | La cérémonie des sirènes          | 人魚（マーメイド）の儀式               | Māmeido no Gishiki      | 28 juin 2003          |
| Lucia rentre au palais de l'océan Pacifique Nord pour sa cérémonie de passage à l'âge adulte, elle est très déçue car elle ne pourra peut-être jamais revoir Kaïto. De son côté, Kaïto voit que l'hôtel est fermé et comprend ce que voulait dire Lucia. C'est alors qu’apparaît Momo le dauphin, il emmène Kaïto sur son dos au palais de l'océan Pacifique Nord. Là, il retrouve Lucia sous sa forme de sirène, mais Gaïto attaque le palais et s'en prend à Lucia . Soudain, la déesse Aqua Regina apparaît et donne à Lucia la mission de rassembler toutes les princesses sirènes et une nouvelle chanson encore plus puissante. Lorsque Lucia et ses amies utilisent la chanson contre Gaïto, celui-ci prend la fuite avec ses démons marins. la cérémonie passée, Lucia retourne à la surface avec ses amies. |                                   |                                        |                         |                       |
| 14 | Souvenirs d'une nuit étoilée      | 星空の記憶                             | Hoshizora no Kioku      | 5 juillet 2003        |
| 15 | Une promesse sur la plage         | 渚の約束                               | Nagisa no Yakusoku      | 12 juillet 2003       |
| 16 | Sentiments secrets                | 秘めた想い                             | Himeta Omoi             | 19 juillet 2003       |
| 17 | Baiser furtif                     | 儚いキス                               | Hakanai Kisu            | 26 juillet 2003       |
| Afin de tester leur courage, les sirènes veulent se rendre à l'intérieur d'une maison hantée. Lucia a s'imagine déjà y aller avec Kaïto. Mais une autre fille de la classe prend les devants. Finalement, Lucia s'y rend avec Rina et Hanon. En rencontrant une vieille dame, elles apprennent que la jeune fille qui habitait là était amoureuse d'un jeune homme. Mais leurs familles n'approuvaient pas et les deux amoureux se voyaient secrètement dans une crique sur une petite barque. La jeune fille, croyant voir son amoureux sorti sur la barque en pleine tempête et disparut. Pendant ce temps, Kaïto et ses amis se rendent dans la maison, mais des événements étranges se produisent. En réalité, il s'agit d'un des démons marins. Les sirènes réussissent à faire fuir le démon et Lucia continue son épreuve avec Kaïto. Ensemble, ils voient le fantôme du jeune homme sur la barque et une ancienne lettre qui lui est adressée. Finalement, Lucia et Kaïto réunissent les deux fantômes qui prennent momentanément possession de leurs corps le temps d'un baiser avant de reposer en paix.                                  |                                   |                                        |                         |                       |
| 18 | Une jeune invitée                 | 幼い訪問者                             | Osanai Hōmonsha         | 2 août 2003           |
| Meru, une jeune sirène de l'océan Atlantique Sud est venue rapporter à Hanon la boîte à musique de la Lune du matin pâle, un objet transmit de génération en génération chez les princesses sirènes de cet océan. Celle-ci est déçue que Hanon et Lucia sont tombées amoureuses d'humains, c'est là que Yuri vient lui proposer un marché, elle l'aide à capturer les princesses sirènes en échange de l'aider à retrouver sa mère. |                                   |                                        |                         |                       |
| 19 | Une drôle de rencontre            | 夏の誘惑                               | Natsu no Yūwaku         | 9 août 2003           |
| Lucia, Hanon, Rina et Kaïto sortent d'un concert, Lucia s'est égarée car elle suivait des personnes qui leur ressemblaient. Sur le chemin, elle rencontre quelqu'un, Rio, Rio lui proposa d'aller manger un bout et de mettre des messages sur le tableau d'annonces, ils allèrent : manger, jouer aux fléchettes, jouer dans un parc d'attraction, faire du basket, faire du karaoké, puis pour aider Lucia , Rio lui proposa de s'entraîner sur lui à dire ce qu'elle ressent à Kaïto mais alors qu'ils allaient s'embrasser, Kaïto qui avait suivi toutes les traces dit : -Touche pas à ma petite amie. Lucia était toute contente qu'il ait dit ça même s'il disait que c'était pour le faire fuir. |                                   |                                        |                         |                       |
| 20 | La lettre d'amour mystère         | 海から恋文（ラブレター）               | Umi kara Raburetā       | 16 août 2003          |
| Lucia et ses amies trouvent une bouteille avec une lettre d'amour à l'intérieur au bord de la mer, elles cherchent l'expéditeur mais en vain, alors elles vont toutes assister à la pluie d'étoiles filantes au restaurant de monsieur Maki. |                                   |                                        |                         |                       |
| 21 | Le concours de Miss Sirène        | 小さな初恋                             | Chīsana Hatsukoi        | 23 août 2003          |
| 22 | Méfiez-vous des jolies filles     | 幻惑の少女                             | Genwaku no Shōjo        | 30 août 2003          |
| Hanon veut organiser une fête en l'honneur du professeur Mitsuki. Mais à la fête, celui-ci semble intrigué par la jeune fille qui a gagné le concours Miss Sirène, puis il décide de la suivre. Maria essaie de trouver les princesses sirènes. |                                   |                                        |                         |                       |
| 23 | Fièvre amoureuse                  | 恋の微熱                               | Koi no Binetsu          | 6 septembre 2003      |
| Kaïto était absent donc Lucia passa faire un tour chez lui, elle décida de faire du ragoût mais il n'y avait rien dans son frigo. Elle alla chercher des légumes. Mme Taki lui donna une perle « qui apaise quand ton cœur s'emballe ». Mais Lucia n'ayant pas écouté, n'en prit pas soin, ce qui fit que ses émotions changèrent : un coup elle était triste, un coup elle était joyeuse. Puis la pierre se brisa et elle lui dit tout mais heureusement Kaïto ne comprit rien. Lucia fini par l'embrasser et attrapa sa grippe avant de perdre la mémoire. |                                   |                                        |                         |                       |
| 24 | La mariée était en blanc          | 夢は花嫁                               | Yume wa Hanayome        | 13 septembre 2003     |
| 25 | Le garçon au clair de Lune        | 月光の少年                             | Gekkō no Shōnen         | 20 septembre 2003     |
| 26 | La chanson de Karen               | かれんの唄                             | Karen no Uta            | 27 septembre 2003     |
| 27 | Cœurs fidèles                     | 信じる心                               | Shinjiru Kokoro         | 4 octobre 2003        |
| 28 | Liens d'amitié                    | KIZUNA                                 | Kizuna                  | 11 octobre 2003       |
| 29 | Confession déguisée               | 仮面の告白                             | Kamen no Kokuhaku       | 18 octobre 2003       |
| 30 | Des yeux de glace                 | 氷の瞳                                 | Kōri no Hitomi          | 25 octobre 2003       |
| 31 | Un piège dangereux                | 危険な罠                               | Kiken na Wana           | 1er novembre 2003     |
| 32 | La pierre des rêves               | 恋は夢色                               | Koi wa Yume Iro         | 8 novembre 2003       |
| 33 | Panique dans le parc d'attraction | 遊園地騒動（パニック）                 | Yūenchi Panikku         | 15 novembre 2003      |
| 34 | Miss Calamité                     | アウリの日                             | Auri no Hi              | 22 novembre 2003      |
| 35 | Une triste mélodie                | 悲しみの曲（メロディー）               | Kanashimi no Merodī     | 29 novembre 2003      |
| 36 | Un amour de bébé                  | 愛（いとし）のベビー                   | Itoshi no Bebī          | 6 décembre 2003       |
| 37 | Le soi-disant couple              | 噂のふたり                             | Uwasa no Futari         | 13 décembre 2003      |
| 38 | Le cadeau de Noël                 | 聖夜（クリスマス）の贈物               | Kurisumasu no Okurimono | 20 décembre 2003      |
| 39 | Panique à l'hôtel Perle           | PinP（パニックインパールピアリ）       | Panikku in Pārupiari    | 27 décembre 2003      |
| 40 | Premier rêve de l'année           | 初夢大作戦                             | Hatsuyume Daisakusen    | 3 janvier 2004        |
| Le jour se lève et c'est le premier jour de l'année. Lucia, Hanon et Rina discutent de leurs rêves, car il est bien connu que le premier rêve de l'année se réalisera. Hanon avait réussi à rêver de Taro, Lucia de Kaïto, et Rina d'avoir gagné un écran plat, quand soudain un producteur de musique leur propose de faire une carrière musicale. Mais, étant devenu trop célèbre, Lucia doit se déguiser pour parler à Kaïto de l'heure de leur film. Kaïto essaie par tous les moyens de voir Lucie puis tout devient du n'importe quoi : Lucia devient une pirate, puis une femme de cro-magnon, après une agent, avant d'être une princesse que Kaïto doit sauver. Puis elle se rend compte que tout ça n'était qu'un rêve. |                                   |                                        |                         |                       |
| 41 | Des sentiments d'adulte           | オトナの恋                             | Otona no Koi            | 10 janvier 2004       |
| 42 | Triste destin                     | 涙の行方                               | Namida no Yukue         | 17 janvier 2004       |
| 43 | Une chanson suspecte              | 妖しの歌                               | Ayakashi no Uta         | 24 janvier 2004       |
| 44 | Miracle par une nuit enneigée     | 雪夜の奇蹟                             | Yukiyo no Kiseki        | 31 janvier 2004       |
| Lucia doit apporter un panier repas à Kaïto qui doit aller au ski, mais Maria recouvre la ville de neige. Le ski est donc annulé, mais Lucia ne le savait pas et part malgré la neige. Étant à bout de souffle, elle s'écroula et la neige la recouvre. Hanon et Rina la cherchant trouvent Maria. Elles la battirent et c'est finalement Kaïto qui retrouva Lucia. |                                   |                                        |                         |                       |
| 45 | Sentiments divisés                | 二つの想い                             | Futatsu no Omoi         | 7 février 2004        |
| 46 | Adieux                            | さよなら                               | Sayonara                | 14 février 2004       |
| Lucia hésitante de savoir le choix de Kaïto entre la sirène et elle humaine. Ce jour est celui de la Saint-Valentin, Hanon fait un gâteau au chocolat destiné au professeur Mitsuki mais est dévoré par Hippo n'acceptant pas la tradition japonaise que les filles offrent des chocolats aux garçons qu'elles aiment. Au désespoir de Lucia, Kaïto décide de partir à Hawaï pour perfectionner sa technique de surf. Les démons marins déçus par le refus de leur maître Gaïto à leurs chocolats décident un plan qui fait que les princesses sirènes se transforment en sirènes quand elles mangent des chocolats. Quant à Kaïto, il décide d'expliquer à Lucia son départ à Hawaï. Il lui offre une bague en signe de promesse,lui avoue qu'il l'aime et ils finissent par s'embrasser |                                   |                                        |                         |                       |
| 47 | Une invitation piégée             | 黒い招待状（インビテーション）         | Kuroi Inbitēshon        | 21 février 2004       |
| 48 | Le cauchemar de Kaïto             | 海斗の悪夢                             | Kaito no Akumu          | 28 février 2004       |
| 49 | Battements                        | KODOU                                  | Kodou                   | 6 mars 2004           |
| 50 | Un cœur sombre                    | 心の闇                                 | Kokoro no Yami          | 13 mars 2004          |
| 51 | Le triomphe de la vérité          | 蘇る真実                               | Yomigaeru Shinjitsu     | 20 mars 2004          |
| 52 | L'ultime baiser                   | 最後のキス                             | Saigo no Kisu           | 27 mars 2004          |
| Kaïto a enfin découvert le secret de Lucia et des autres sirènes. Les 4 démons marins ont donné leurs pouvoirs à Gaïto pour combattre les sirènes. C'est là que la bataille finale prendra fin. |                                   |                                        |                         |                       |

#### Saison 2
| No | Titre français                   | Titre japonais             | Titre japonais                                                                                 | Date de 1re diffusion |
| No | Titre français                   | Kanji                      | Rōmaji                                                                                         | Date de 1re diffusion |
| --- | -------------------------------- | -------------------------- | ---------------------------------------------------------------------------------------------- | --------------------- |
| 1 | La journée des adieux            | 別れの朝                   | Wakare no Asa (Le matin de la séparation)                                                      | 3 avril 2004          |
| Après avoir mis fin à la lutte contre Maître Gaïto, les princesses sirènes reviennent sur terre et Karen, Coco et Noëlle retournent dans leur royaume respectif. Une mystérieuse princesse orange apparaît dans les rêves de Lucia et annonce à cette dernière que sa mission sera de la protéger. |                                  |                            |                                                                                                |                       |
| 2 | Au-delà de l'océan               | 水平線の彼方               | Suiheisen no Kanata (Au-delà de l'horizon)                                                     | 10 avril 2004         |
| 3 | Mélodie Bleue                    | 水色の旋律(メロディー)     | Mizuiro no Merodī (La mélodie Aquamarine)                                                      | 17 avril 2004         |
| 4 | Un choix difficile               | 幸せの予感                 | Shiawase no Yokan (Une prédiction de bonheur)                                                  | 24 avril 2004         |
| 5 | Maestro                          | マエストロ                 | Maesutoro (Maestro)                                                                            | 1er mai 2004          |
| 6 | Le jeune homme                   | 年下の男の子               | Toshishita no Otoko no Ko (Le jeune Homme)                                                     | 8 mai 2004            |
| 7 | Cœur brisé                       | 奪われた心                 | Ubawareta Kokoro (Son cœur volé)                                                               | 15 mai 2004           |
| Kaïto n'a aucun souvenir de Lucia. Hanon et Rina ne savent pas quoi faire face à cette terrible situation. Elles tentent en vain de lui faire retrouver la mémoire. Lucia est désemparée, celui qu'elle aime l'ignore complètement. Lucia assiste également à la naissance de Seira, la Princesse Sirène remplaçante de Sara. |                                  |                            |                                                                                                |                       |
| 8 | Souvenirs perdus                 | 記憶の果て                 | Kioku no Hate (La fin des souvenirs)                                                           | 22 mai 2004           |
| Kaïto est toujours amnésique. Tous ses amis cherchent un moyen pour l'aider à retrouver la mémoire. Kengo et Daïchi le poussent à refaire du surf. Lucia a une idée plus personnelle. Rihito rentre s'occuper de Mikaru à peine son concert terminé. |                                  |                            |                                                                                                |                       |
| 9 | Partition d’amour                | 恋の練習曲（エチュード）   | Koi no Echūdo (L'étude d'amour)                                                                | 31 mai 2004           |
| Hanon s’entraîne assidûment à jouer la partition de Tarô mais elle joue faux. Pour lui plaire, Nagisa lui offre une méthode de piano mais fait ensuite une crise de jalousie en prenant Kaïto pour l’amoureux d’Hanon. Kaïto commence à retrouver certains souvenirs. Sheshe et Mimi tentent de capturer les princesses en les emprisonnant dans des icebergs. |                                  |                            |                                                                                                |                       |
| 10 | La force des sentiments          | 残る想い                   | Nokoru Omoi (Des restes de sentiments)                                                         | 7 juin 2004           |
| Les sirènes de l’Atlantique Nord organisent le festival annuel de l’été et Rina est instamment priée d’y assister. Un choix difficile, car elle avait prévu d’assister au combat de boxe de Masahiro Hamazaki, un jeune garçon qui ne la laisse pas indifférente… Mais Noëlle et Karen l’encourageront à s’éclipser pour y assister. |                                  |                            |                                                                                                |                       |
| 11 | L’inquiétude du grand-frère      | 兄の気持ち                 | Ani no Kimochi (Les sentiments de son frère)                                                   | 14 juin 2004          |
| Rihito s'inquiète pour Mikaru. Il pense qu'elle n'a pas suffisamment d'amis. Il demande à Lucia de l'inviter à une sortie sympa. Pour être sûr qu'elle acceptera, il lui conseille d'inviter Kaïto également. Au cours de la sortie, Mikaru a un malaise et Michel provoque un terrible orage sur la ville. |                                  |                            |                                                                                                |                       |
| 12 | Le coquillage argenté            | 光の海の人魚（マーメイド） | Hikari no Umi no Māmeido (La sirène de la mer lumineuse)                                       | 21 juin 2004          |
| À la suite d'un rêve que Seira lui a envoyé, Coco a fait appel aux trois Princesses Sirènes pour l’aider à chercher un coquillage argenté renfermant des sentiments négatifs du passé de Sara. Mais avant qu’elles n'arrivent au cimetière de l’Océan où il se trouve, Sheshe et Mimi l’ont déjà en leur possession. |                                  |                            |                                                                                                |                       |
| 13 | Le secret de Masahiro            | カレの秘密                 | Kare no Himitsu (Son secret)                                                                   | 28 juin 2004          |
| Rina est de plus en plus attirée par Masahiro, mais elle réalise qu'elle sait très peu de choses sur lui. Elle apprendra par un article d'un magazine qu'il est l'héritier d'un riche homme d'affaires dont il prendra la succession. Son avenir semble tout tracé. Blessée par le fait qu'il ne lui ait pas parlé de son environnement familial, Rina lui dira ses quatre vérités et lui demandera de ne plus la revoir. |                                  |                            |                                                                                                |                       |
| 14 | La voix des ténèbres             | 闇からの声                 | Yami Kara no Koe (La voix venue des ténèbres)                                                  | 5 juillet 2004        |
| Kaïto ne se souvient toujours pas de Lucia, mais il est intrigué et amusé par son comportement. Rina essaie de l'aider à retrouver la mémoire. Mikaru, toujours souffrante, perd connaissance, seule dans une barque qui dérive en haute mer. Lanhua, une nouvelle ennemie, tente de capturer les princesses sirènes; Michel lui a promis de la faire reine si elle y parvient. Gaïto apparaît à Kaïto, il lui rappelle qu'ils sont frères et qu'il a quelqu'un à protéger. |                                  |                            |                                                                                                |                       |
| 15 | La fonte des glaces              | 七つの海の祈り             | Nanatsu no Umi no Inori (La prière des sept mers)                                              | 12 juillet 2004       |
| Karen, la sirène de l’Antarctique, fait appel aux trois Princesses car la glace ainsi que la Tour de Glace, légendaire gardienne du Pôle sud menacent de fondre. Lucia tombe par mégarde dans une faille à la suite d'une secousse inattendue et découvre que Sheshe et Mimi actionnent une machine envoyant de l'eau chaude sous pression dans le but de détruire l’Antarctique et le monde entier. Sous les conseils de Sara et Seira, elle chante, entraînant avec elle les autres princesses sirènes à chanter ce qui détruit le plan de Mikel et ses complices.                                             |                                  |                            |                                                                                                |                       |
| 16 | Une équipe de choc               | 夏休みだヨ！全員集合       | Natsu Yasumi Da Yo! Zen-in Shūgō (C'est les vacances d'été ! Rassemblons-nous tout le monde !) | 19 juillet 2004       |
| Le restaurant de monsieur Maki est au bord de la faillite et Lucia recrute Coco, Karen et Noëlle pour sauver cet endroit chargé de souvenirs. Les trois princesses sirènes qui pensaient passer leurs vacances à lézarder sur la plage vont vite déchanter et elles vont déployer des trésors d'ingéniosité pour éviter la fermeture du restaurant préféré de Kaïto et Lucia. |                                  |                            |                                                                                                |                       |
| 17 | Opération jalousie               | 真夏のセレブな夜           | Manatsu no Serebu na Yoru (Une célébration de nuit à la mi-été)                                | 26 juillet 2004       |
| Hanon accepte l'invitation de Nagisa à une soirée privée pour les célébrités qui y sont attendues, et pas pour Nagisa, qu'elle juge immature et irresponsable. Coco, Karen et Noëlle s'ingénient à lui faire croire que Nagisa est le garçon idéal. Sheshe et Mimi, incapables de capturer les princesses sirènes, s'en prennent aux humains. Lanhua tente de profiter de la situation. |                                  |                            |                                                                                                |                       |
| 18 | La baie des Miracles             | 星の迷宮（ラビリンス）     | Hoshi no Rabirinsu (Labyrhinte d'étoiles)                                                      | 2 août 2004           |
| L'Hôtel Perle se retrouve tout à coup sous une bulle. Ni Hippo, ni aucune des sirènes ne comprend le phénomène. Quand Lucia, Hanon et Rina partent enquêter, elles se retrouvent à l'école comme si ce n'était pas les vacances et rencontrent une jeune fille qui les connais mais qu'elles ne reconnaissent pas,c'était...Seira! Finalement, Noëlle découvre l'origine de ce qui leur arrive dans une encyclopédie des phénomènes surnaturels. |                                  |                            |                                                                                                |                       |
| 19 | La poudre miracle                | 癒しの歌                   | Iyashi no Uta (La musique de la guérison)                                                      | 9 août 2004           |
| Lucia, Hanon et Rina découvrent une boîte à pilules sur la plage. La poudre qu'elle contient est censée retarder les méfaits du temps, mais utilisée à mauvais escient, c'est l'inverse qui se produit et elle déclenche un vieillissement prématuré. Nos trois sirènes en font l'amère expérience en volant au secours du roi des Calamars géants, dont le royaume a été détruit par les démons des eaux dans le but de s'approprier cette poudre miracle. |                                  |                            |                                                                                                |                       |
| 20 | Enquête à l'eau de rose          | 恋の探偵                   | Koi no Tentei (Détectives d'amour)                                                             | 16 août 2004          |
| Noëlle, Coco et Karen s'ennuient. C'est l'été, la saison de l'amour et elles trouvent que leur mission ne leur laisse pas le temps d'avoir des petits amis. Alors, elles décident d'enquêter sur Masahiro, le prétendant de Rina, pour savoir s'il est aussi fiable qu'il en a l'air. Karen décide de lui tendre un piège pour le tester. |                                  |                            |                                                                                                |                       |
| 21 | Le grand nettoyage               | 恋の不法侵入               | Koi no Fuhōshinnyū (Intrusion d'amour)                                                         | 23 août 2004          |
| Lucia a promis à Kaïto de nettoyer sa maison pendant son absence. Mais le temps passe et elle n'y est pas allée une seule fois. Poussée par Hanon et Rina, Lucia décide enfin de tout nettoyer de fond en comble, mais alors qu'elle nettoie la salle de bain, elle s'asperge, ses vêtements sont trempés. Pendant qu'elle prend un bain et qu'elle a mis ses vêtements à sécher, Kaïto entre. C'est la panique, elle est pratiquement nue et Kaïto ne semble pas très content de la trouver chez lui. Pendant ce temps, Mikel fait appel a une nouvelle ennemie, Arara.                                         |                                  |                            |                                                                                                |                       |
| 22 | La boîte à musique               | 思い出泥棒                 | Omoi de Dorobō (Le voleur de souvenirs)                                                        | 30 août 2004          |
| Au cours d'une promenade, Lucia rend visite à Rihito qui lui donne une boîte à musique qu'il était sur le point de brûler. Peu après, la cuisine de l'hôtel Perle est mise à sac par un mystérieux cambrioleur et les sirènes vont déployer des trésors d'ingéniosité pour récupérer la boîte à musique, objet de toutes les convoitises. |                                  |                            |                                                                                                |                       |
| 23 | L'empire des Beautés Ténébreuses | 心の奥のこころ             | Kokoro no Oku no Kokoro (Le cœur au centre du cœur)                                            | 6 septembre 2004      |
| Kaïto a décidé de rentrer chez lui. Il en parle à Rihito et à Lucia. Mikel est décidé d'en finir avec les Princesses sirènes. Il donne à Arara, Lanhua, Lady Bat, Sheshe et Mimi des fragments de l'âme de Seira dotés de puissants pouvoirs. La première attaque est dirigée par les Beautés Ténébreuses. |                                  |                            |                                                                                                |                       |
| 24 | Le karaoké                       | 私の欲しいもの             | Watashi no Hoshii Mono (Mon objet étoilé)                                                      | 13 septembre 2004     |
| Lucia est absorbée par ses pensées et son amour pour Kaïto, alors qu'elle court en pleurant, une voiture s'arrête à sa hauteur. C'est Rihito qui se montre gentil et compréhensif pour Lucia. Il lui dit de se laisser aller à son chagrin et de pleurer autant qu'il le faudra. Lucia est surprise et touchée par son attitude. Rihito la raccompagne et lui propose de l'emmener un soir, là où elle voudra et de lui offrir le cadeau de son choix. Le lendemain, Lucia, Hanon et Rina se promènent et passent devant un établissement à Karaoké qui diffuse des chansons. Surprise : Ce sont leurs chansons. |                                  |                            |                                                                                                |                       |
| 25 | L'oracle de l'amour              | 恋占い                     | Koi Uranai (L'amour chanceux)                                                                  | 20 septembre 2004     |
| Lucia erre comme une âme en peine, car Kaïto ne se souvient toujours pas des bons moments qu'ils ont partagés depuis qu'ils se sont rencontrés sept ans auparavant. Devant le chagrin de leur amie, Hanon et Rina décident de l'emmener voir une voyante, censée lui révéler son avenir sentimental. Derrière le voile du médium, se cache Lady Bat, qui utilise ce subterfuge pour attirer Lucia au fond de l'océan et la capturer. |                                  |                            |                                                                                                |                       |
| 26 | Débuts de star                   | アイドルデビュー           | Aidoru Debyū (Débuts d'idole)                                                                  | 27 septembre 2004     |
| Arara et Lina sont sollicitées pour concourir à un télé-crochet, Arara accepte, Rina refuse, Masahiro est contre également, il craint de voir s'agrandir la distance entre elle et lui. Les débuts de Arara à la télévision et sur scène sont en fait pilotés par Mikel. |                                  |                            |                                                                                                |                       |
| 27 | Un défi pour Mimi                | 決裂の姉妹（シスターズ）   | Ketsuretsu no Shisutāzu (La séparation des sœurs)                                              | 4 octobre 2004        |
| L’impatience de Mimi est la cause d’un nouvel échec des Black Beauty Sisters (Beautés Ténébreuses) face aux Princesses sirènes. Après une dispute entre les deux sœurs, Mimi décide de partir dans le monde des humains dénicher les Princesses sirènes pour les vaincre toute seule. Elle fait la connaissance de Hanon, Lucia et Rina (sans savoir qu'elles sont les princesses sirènes) qui l’accueillent a l'hôtel Perle. |                                  |                            |                                                                                                |                       |
| 28 | Le jardin de Seira               | 星羅の花園                 | Seira no Hanazono (Le jardin de fleurs de Seira)                                               | 11 octobre 2004       |
| Lanhua a un plan : elle va se déguiser en guide pour capturer les princesses sirènes. Pendant ce temps, Kaïto commence peu à peu retrouver la mémoire grâce à un hibiscus. |                                  |                            |                                                                                                |                       |
| 29 | Le poisson Napoléon              | みつかいたちのゆううつ     | Mitsukai-tachi no Yūutsu (L'air sombre d'une triple menace)                                    | 18 octobre 2004       |
| 30 | Ne me quitte pas                 | 抱きしめて…                | Dakishimete... (Enlace-moi...)                                                                 | 25 octobre 2004       |
| 31 | La lettre d'adieu                | 最後の恋文                 | Saigo no Rabu Retā (La dernière lettre d'amour)                                                | 1er novembre 2004     |
| 32 | Flashback                        | 海に消えた記憶             | Umi ni Kiete Kioku (Souvenirs effacés par la mer)                                              | 8 novembre 2004       |
| Kaïto demande à Mikaru ce qui s'est entièrement passé quand elle l'a trouvé sur la plage mais celle-ci s'énerve en demandant à Kaïto pourquoi il veut se souvenir de Lucia. Kaïto demande ensuite à Lucia de lui préparer un panier-repas comme au bon vieux temps. Pendant que Kaïto surfe, il commence à se souvenir de certaines choses mais quand Mikel fait son apparition pour capturer les princesses sirènes, Kaïto les sauve et retrouve entièrement la mémoire. |                                  |                            |                                                                                                |                       |
| 33 | Un cœur déchiré                  | 乱れる心                   | Madareru Kokoro (Cœur confus)                                                                  | 15 novembre 2004      |
| 34 | L'offre de Michel                | 白い羽根の誘惑             | Hane no Yūwaku (Tentation d'une plume blanche)                                                 | 22 novembre 2004      |
| 35 | L'adieu                          | さよならのかわりに…        | Sayonara no Kawari ni... (Pour remplacer un Au revoir...)                                      | 29 novembre 2004      |
| Kaïto veut quitter Mikaru mais elle refuse, elle apprend qu'elle fait partie de Mikel et décide de se laisser absorber son âme. |                                  |                            |                                                                                                |                       |
| 36 | Deux esprits pour un seul corps  | 絶望の果て                 | Setsubō no Hate (La fin du désespoir)                                                          | 6 décembre 2004       |
| 37 | La forteresse dans les nuages    | 天空の城へ…                | Tenkū no Shiro e... (Vers le chateau dans le ciel)                                             | 13 décembre 2004      |
| 38 | Renaissances                     | 聖夜の戦い                 | Seiya no Tatakai (Le combat de Seira)                                                          | 20 décembre 2004      |
| 39 | Au-delà d'un rêve                | 夢のその先へ               | Yume no sono saki he (Ce qu'il reste après un rêve)                                            | 25 décembre 2004      |

### Musiques

#### Génériques de l'anime
| Saison | Épisodes | Opening                                                         | Opening      | Ending                                                                 | Ending                                                             |
| Saison | Épisodes | Titre                                                           | Artiste      | Titre                                                                  | Artiste                                                            |
| ------ | -------- | --------------------------------------------------------------- | ------------ | ---------------------------------------------------------------------- | ------------------------------------------------------------------ |
| 1      | 1 - 28   | Taiyō no Rakuen 〜Promised Land〜 (太陽の楽園〜Promised Land〜) | Miyuki Kanbe | Daiji na Takarabako (大事な宝箱)                                       | Asumi Nakata                                                       |
| 1      | 29 - 52  | Rainbow Notes♪                                                  | Miyuki Kanbe | Sekai de ichiban hayaku Asa ga kuru Basho (世界で一番早く朝が来る場所) | Asumi Nakata (Lucia), Hitomi Terakado (Hanon), Mayumi Asano (Rina) |
| 2      | 1 - 39   | Before the Moment                                               | Eri Kitamura | Ai no Ondo (愛の温度℃)                                                 | Asumi Nakata (Lucia), Hitomi Terakado (Hanon), Mayumi Asano (Rina) |

- Note: Pour la version française, seul le 1er opening et le 1er ending ont été adaptés et utilisés comme génériques pour tous les épisodes. Le 2éme ending a également été adapté en français mais uniquement pour à l'intérieur des épisodes.

#### Chansons
| Titre original                                   | Interprète(s)                                                 |
| ------------------------------------------------ | ------------------------------------------------------------- |
| Legend of Mermaid                                | Lucia, Hanon et Rina                                          |
| Super Love Songs!                                | Lucia, Hanon et Rina                                          |
| Kizuna                                           | Lucia, Hanon et Rina                                          |
| Yume no Sono Saki He                             | Lucia, Hanon et Rina                                          |
| Mother Symphony                                  | Lucia, Hanon et Rina                                          |
| Nanatsu no Umi no Monogatari ~Pearls of Mermaid~ | Lucia, Hanon et Rina                                          |
| Kodou ~Perfect Harmony~                          | Lucia, Hanon, Rina, Karen, Noëlle, Coco et Sara               |
| Kibou no Kane Oto ~Love Goes On~                 | Lucia, Hanon, Rina, Karen, Noëlle, Coco, Seira et Aqua Régina |
| Koi wa Nandarōu                                  | Lucia                                                         |
| Splash Dream                                     | Lucia                                                         |
| Ever Blue                                        | Hanon                                                         |
| Mizuiro no Senritsu                              | Hanon                                                         |
| Star Jewel                                       | Rina                                                          |
| Piece of Love                                    | Rina                                                          |
| Aurora no Kaze ni Notte                          | Karen                                                         |
| Return to the Sea                                | Sara                                                          |
| Beautiful Wish                                   | Seira                                                         |
| Birth of Love                                    | Seira                                                         |
| Kuro no Kyōsōkyoku                               | Sheshe et Mimi                                                |
| Yami no Baroque                                  | Sheshe et Mimi                                                |
| Ankoku no Tsubasa                                | Lady Bat                                                      |
| Hana to Chou no Serenade                         | Lanhua                                                        |
| Star Mero Mero Heart                             | Arara                                                         |
| Oh Yeah!                                         | Arara                                                         |
| Tsubasa wo Daite                                 | Mikel                                                         |
| Ashita ga Mienakute                              | Mikaru                                                        |